# Ricochet (álbum de Rise Against)
Ricochet es el décimo álbum de estudio de la banda estadounidense de hardcore punk Rise Against. Fue lanzado el 15 de agosto de 2025, es el primero producido por Catherine Marks.
Antes del anuncio del álbum, la banda lanzó dos sencillos: «Nod», el 24 de enero de 2025, y «Prizefighter», el 3 de abril de 2025. Un tercer sencillo, «I Want It All», se lanzó junto con el anuncio del álbum el 28 de mayo de 2025.

## Antecedentes
Tras finalizar el soporte para su álbum anterior Nowhere Generation (2021), Rise Against optó por trabajar con un nuevo equipo de producción. La banda eligió a la productora australiana Catherine Marks, conocida por su trabajo con Manchester Orchestra y Boygenius, así como al ingeniero de mezcla Alan Moulder. Con un nuevo equipo de producción, la banda comenzó a componer canciones un poco menos tradicionales que su sonido habitual.
En un comunicado de prensa posterior al anuncio del álbum, el líder Tim McIlrath detalló los temas que aborda, centrándose principalmente en la interconexión de la sociedad moderna y la accesibilidad a las noticias, el gobierno y otras personas:

Ricochet trata sobre nuestra interconexión colectiva. Empezamos con la canción principal, que trata sobre cómo todos, nos guste o no, estamos atrapados en la misma habitación, por así decirlo. Todo lo que haces afectará a alguien; todo lo que lanzas afectará a la siguiente persona. Estamos conectados con otros países, otras economías; estamos conectados con inmigrantes indocumentados. Estamos conectados con cada decisión que toman nuestros líderes. Todo es un gran efecto rebote. Esa idea es la columna vertebral de este álbum. — Tim McIlrath

## Lanzamiento
Rise Against comenzó a adelantar nueva música a finales de 2024, pero no la lanzaría hasta el año siguiente, con el sencillo principal del álbum, "Nod", el 24 de enero de 2025. A este le siguieron "Prizefighter" el 3 de abril de 2025 y "I Want It All" el 28 de mayo de 2025, y el álbum se anunció junto con este último. Ricochet se lanzará el 15 de agosto de 2025, mientras que la banda realizará una gira conjunta con Papa Roach para promocionar el álbum.

## Lista de canciones
Toda la música compuesta por Rise Against; "Ricochet" y "Prizefighter" compuestas con Jennifer Decilveo; "Black Crown" compuesta con Andy Hull. 
| N.º | Título                                                | Duración |  |
| 1.  | «Nod»                                                 | 3:02     |  |
| 2.  | «I Want It All»                                       | 3:06     |  |
| 3.  | «Ricochet»                                            | 3:41     |  |
| 4.  | «Damage Is Done»                                      | 3:43     |  |
| 5.  | «Us Against the World»                                | 3:21     |  |
| 6.  | «Black Crown» (con Andy Hull de Manchester Orchestra) | 3:20     |  |
| 7.  | «Sink Like a Stone»                                   | 4:07     |  |
| 8.  | «Forty Days»                                          | 3:23     |  |
| 9.  | «State of Emergency»                                  | 3:30     |  |
| 10. | «Gold Long Gone»                                      | 3:19     |  |
| 11. | «Soldier»                                             | 3:46     |  |
| 12. | «Prizefighter»                                        | 3:20     |  |

## Créditos
Rise Against
- Tim McIlrath – voz, guitarra rítmica
- Joe Principe – bajo, coros
- Brandon Barnes – batería, percusión
- Zach Blair – guitarra líder, coros